# Jeunesses socialistes révolutionnaires
Pour les articles homonymes, voir JSR.
Les Jeunesses socialistes révolutionnaires (JSR) furent un groupe créé par Yvan Craipeau, membre de la Ligue communiste trotskiste, Fred Zeller, ex-dirigeant des Jeunesses socialistes et Jean Rous, à la suite de l'expulsion des trotskistes de la SFIO au Congrès de Mulhouse de juin 1935. Craipeau avait en effet refusé de joindre l'un ou l'autre des deux camps trotskistes, représentés par le Parti ouvrier révolutionnaire (POR) de Pierre Naville d'un côté et par La Commune de Raymond Molinier et Pierre Franck de l'autre. 
Les JSR publiaient l’hebdomadaire Révolution avec pour rédacteur en chef Fred Zeller. Outre quelques trotskystes, les JSR rassemblent des jeunes communistes ayant rompu avec le PCF et quelques membres de l'ultragauche dont Pierre Lanneret , qui évolue vers la gauche communiste et entre dans le groupe vers 1938. Le jeune Pierre Boussel, âgé d'une quinzaine années, participe aux JSR : il deviendra plus tard « Lambert », l'un des dirigeants principaux du trotskisme français.
Fin 1936, le groupe subit l'entrisme du PCI (Parti communiste internationaliste) de Raymond Molinier et Pierre Frank, qui tentent sans succès d'organiser une scission. Finalement, le groupe accepta d'adhérer, sur une base individuelle, au Parti ouvrier internationaliste (POI) qui organisait la fusion, après les grèves de juin 1936, entre le PCI et le POR de Naville ; les JSR conservaient cependant leur autonomie ainsi que Révolution. David Rousset, étudiant en philosophie qui avait participé à la fondation des JSR en janvier 1936, fait partie de ceux qui rejoignent le POI.